# 岩田宙
岩田 宙（いわた そら、1995年11月3日 - ）は、東京都出身の女性元ファッションモデル、元タレント。

## 略歴
- 2009年、ローティーン向けファッション雑誌『ピチレモン』の第17回ピチモオーディションに2回目の挑戦で応募し、応募総数7026人からグランプリ受賞。同時にプリウリ賞を獲得。同年5月（6月号）より専属モデル（ピチモ）として活動している。同時に6代目Priuriモデルに決定。
- 2010年、ピチレモン7月号（2010年6月2日発売、学習研究社）を以って1年務めたプリウリガールを卒業。
- 2012年4月号でピチレモンを卒業した。
- 2015年、タンバリンアーティスツからヒラタオフィスに移籍。
- 2021年現在、ヒラタオフィスのプロフィール欄は消去されている。

## 人物
- 家族構成は父、母、妹の4人家族である。
- 愛犬の名前は、ばにら♂とモカ♀。
- 好きな言葉は「あきらめない」。ピチレオーデに2回応募し、諦めなかったから合格したと思っている。
- 特技は変顔。趣味はバスケットボール。
- 中学のバスケ部では部長を務めていた。背番号は5。
- 高校では茶道部（部長）。
- 好きな芸人はサンドウィッチマン。
- 好きなタイプは、一途で優しい、面白い人。

## 出演

### テレビ
- CS放送タンバリンマニアTV（2009年、エンタ!371）
- すイエんサー（2010年4月 - 2015年3月、NHK教育）
- 妄想捜査 〜桑潟幸一教授のスタイリッシュな生活（2012年2月12日、テレビ朝日）

### 映画
- 告白（2010年6月5日、東宝）西山かな 役

### CM
- 松屋 みんなの食卓でありたい編
- ジャックス その買い物には、未来がある。編

### 雑誌
- ピチレモン（2009年5月 - 2012年4月号、学習研究社）専属モデル（6代目Priuriモデル）

### ムック本
- かんたん! ちょッ早! めちゃカワ♡ ヘアアレンジ（2010年7月31日、学研）ISBN 978-4056060164
- JK POSE MANIACS（2013年5月31日、玄光社、撮影:青山裕企）ISBN 978-4768304433